# Ludovico di Caporiacco
Ludovico di Caporiacco (22 de gener de 1900, Udine – 18 de juliol de 1951, Parma) fou un aracnòleg italià. Caporiacco va participar en una expedició al Jebel Uweinat, un massís muntanyós a la regió fronterera de Sudan, Líbia i Egipte. A la missió, juntament amb l'explorador hongarès László Almásy, va descobrir les pintures rupestres prehistòriques d'Ain Doua el 1933. El 1943 va ser nomenat professor de zoologia a la facultat de ciències de la Universitat de Parma.[
És l'autor de nombroses publicacions científiques sobre aràcnids d'Itàlia i altres zones de la conca del Mediterrani. També va publicar articles sobre espècies trobades a Àfrica oriental, l'Àsia central (Himalaies i el Karakoram) així com Sud-amèrica i Amèrica Central. És l'autoritat taxonòmica de molts gèneres i espècies d'aranyes. Taxons amb l'epítet específic de caporiaccoi és anomenat en el seu honor; un exemple és l'espècie d'aranya Zodarion caporiaccoi.

## Taxons descrits
Alguns dels gèneres descrits per Caporiacco:
| - Afrobeata CAPORIACCO, 1941 (Salticidae) - Asthenargellus CAPORIACCO, 1949 (Erigoninae) - Ballognatha CAPORIACCO, 1935 (Salticidae) - Dolichoneon CAPORIACCO, 1935 (Salticidae) - Eustacesia CAPORIACCO, 1954 (Araneidae) - Haplopsecas CAPORIACCO, 1955 (Salticidae) - Larinioides CAPORIACCO, 1934 (Araneidae) - Nemosinga CAPORIACCO, 1947 (Araneidae) - Pachyonomastus CAPORIACCO, 1947 (Salticidae) - Pararaneus CAPORIACCO, 1940 (Araneidae) - Platypsecas CAPORIACCO, 1955 (Salticidae) - Pseudattulus CAPORIACCO, 1947 (Salticidae) - Pseudocorythalia CAPORIACCO, 1938 (Salticidae) - Pseudopartona CAPORIACCO, 1954 (Salticidae) - Pseudoplexippus CAPORIACCO, 1947 (Salticidae) - Romitia CAPORIACCO, 1947 (Salticidae) - Vatovia CAPORIACCO, 1940 (Salticidae) | Alguns de les espècies descrites per Caporiacco: - Aelurillus subaffinis CAPORIACCO, 1947 (Salticidae) - Alpaida tullgreni CAPORIACCO, 1955 (Araneidae) - Araneus adiantiformis CAPORIACCO, 1941 (Araneidae) - Araneus altitudinum CAPORIACCO, 1934 (Araneidae) - Araneus chiaramontei CAPORIACCO, 1940 (Araneidae) - Araneus cyclops CAPORIACCO, 1940 (Araneidae) |

## Publicacions
Algunes de les principals publicacions:
- Caporiacco, L. di, 1922 - Saggio sulla fauna aracnologica della Carnia e regioni limitrofe. Mem. Soc. ent. ital. vol.1, pp. 60–111.
- Caporiacco, L. di, 1926 - Aracnidi della provincia di Forli. Mem. Soc. ent. ital. vol.4, pp. 229–258
- Caporiacco, L. di, 1932a - Aracnidi. In Escursione zoologica all'Oasi di Marrakesch nell'aprile 1930. Boll. zool. Napoli vol.3, pp. 233–238
- Caporiacco, L. di, 1936a - Aracnidi raccolti durante la primavera 1933 nelle oasi del deserto libico. Mem. Soc. ent. ital. vol15, pp. 93–122
- Caporiacco, L. di, 1939a - Arachnida. In Missione biologica nel paese dei Borana. Raccolte zoologiche. Reale Accademia d'Italia, Roma, vol.3, pp. 303–385
- Caporiacco, L. di, 1947d - Arachnida Africae Orientalis, a dominibus Kittenberger, Kovács et Bornemisza lecta in Museo Nationali Hungarico servata. Annls hist.-nat. Mus. natn. hung. vol.40, pp. 97–257
- Aracnidi della Venezia Giulia, Vol.17 (1948-49), 11, pp. 137–151[5]
- Un manipolo di araneidi dalla Cirenaica, Vol.17 (1948-49), 6, pp. 113–119[5]
- Un nuovo opilione e qualche altro aracnide delle Alpi Orobie, Vol.17 (1948-49), 7, pp. 120–121[5]
- Una piccola raccolta aracnologica dei monti di Calabria, Vol.17 (1948-49), 10, pp. 132–136[5]
- Tre aracnidi nuovi delle Madonie, Vol.17 (1948-49), 9, pp. 126–131[5]
- Caporiacco, L. di, 1949g - L'aracnofauna della Romagna in base alle raccolte Zangheri. Redia vol.34, pp. 237–288
- Caporiacco, L. di, 1950b - Una raccolta di aracnidi umbri. Annali Mus. civ. Stor. nat. Giacomo Doria vol.64, pp. 62–84
- Caporiacco, L. di, 1951a - Aracnidi pugliesi raccolti dai Signori Conci, Giordani-Soika, Gridelli, Ruffo e dall'autore. Memorie Biogeogr. adriat. vol.2, pp. 63–94
- Caporiacco, L. di, 1955 - Estudios sobre los aracnidos de Venezuela. 2ª parte: Araneae. Acta biol. venez. vol.1, pp. 265–448